# Camponotus kiusiuensis
Camponotus kiusiuensis är en myrart som beskrevs av Santschi 1937. Camponotus kiusiuensis ingår i släktet hästmyror, och familjen myror. Inga underarter finns listade.